# 더 데블 웨어스 프라다
더 데블 웨어스 프라다(The Devil Wears Prada)는 미국의 메탈코어 밴드이다.